# سيسنا تي-37 تويت
سيسنا 407 (بالإنجليزية: Cessna T-37 Tweet)‏ هي طائرة تدريب أنتجت في 1955 بالولايات المتحدة. من صناعة سيسنا. كان أول طيران لها في 1954. دخلت الخدمة في 1957.

## المستخدمون
- القوات الجوية التركية
- القوات الجوية الملكية المغربية
- القوات الجوية الباكستانية